# Seattle

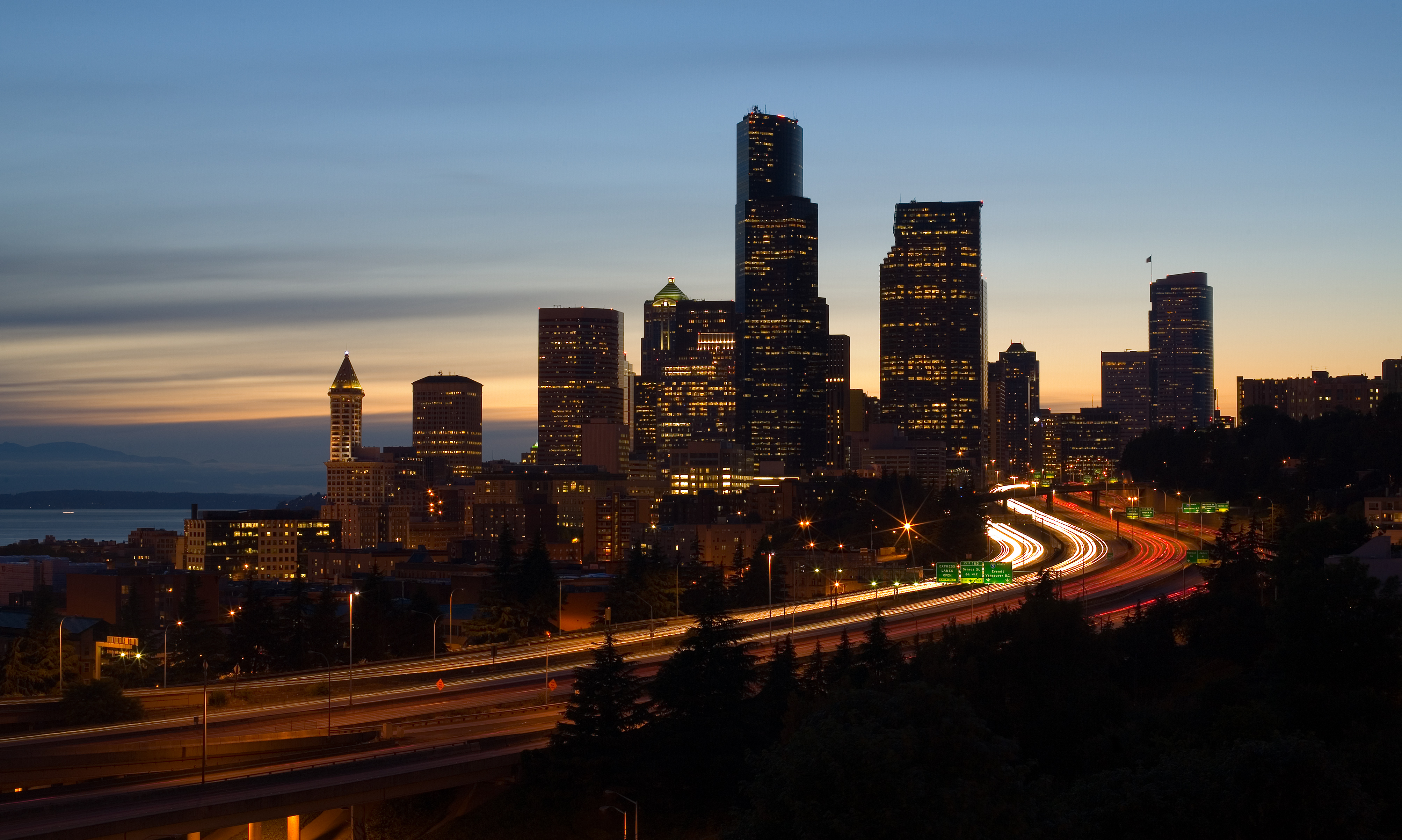
Panorama centrum o zmierzchu, z nitkami autostrady I-5 wijącymi się przez miasto

Seattle – największe miasto w stanie Waszyngton, ośrodek administracyjny hrabstwa King, położone pomiędzy zatoką Puget a jeziorem Washington, około 175 km na południe od granicy z Kanadą. W 2015 roku miasto liczyło 684 451 mieszkańców.
Miasto jest ważnym morskim i lotniczym portem towarowym i osobowym w handlu z państwami azjatyckimi. Zespół miejski Seattle-Everett-Tacoma liczy ponad 3,4 mln mieszkańców.

## Dane ogólne
Nazwa miasta pochodzi od zniekształcenia imienia Si’ahl, wodza okolicznych plemion Duwamish i Suquamish, zwanego częściej Chief Seattle (Wódz Seattle). Oficjalnie nazywane jest również „Szmaragdowym Miastem” (ang. Emerald City). Osada europejskich osadników powstała około 1851.
W czerwcu 1889 centrum miasta uległo pożarowi nazwanemu The Great Seattle Fire. Władze miasta podjęły dwie ważne decyzje związane z odbudową. Po pierwsze wszystkie nowe budynki musiały powstać z kamienia lub cegły, po drugie powinny one być wyższe przynajmniej o jedno piętro niż poprzednie. W ciągu kolejnych lat nowe drogi budowano od 3,7 do nawet 9 metrów wyżej niż poprzednie, było to podyktowane wysokim poziomem wód gruntowych. Tak właśnie w Seattle powstały charakterystyczne piwnice. Spacerując obecnie po centrum Seattle, przechodzień znajdzie się często na zewnątrz na poziomie drugiego piętra. Żaden z budynków Seattle pierwotnie nie posiadał piwnic. Jeszcze do dziś w „piwnicach” istnieją dawne witryny sklepów i widoczne są okna instytucji i mieszkań.

## Demografia
Według spisu z 2000 roku, miasto zamieszkane było przez 563 374 osoby, które tworzyły 258 499 gospodarstw domowych oraz 113 400 rodzin. 67,1% ludności miasta należy do białej rasy, 16,6% to Azjaci, 9,7% to Afroamerykanie, 2,38% ludność innych ras, 1% rdzenni Amerykanie, 4,46% ludność wywodząca się z dwóch lub większej liczby ras, 1,5% mieszkańcy wysp Pacyfiku, 6,3% to Hiszpanie lub Latynosi. W ostatnich dekadach w Seattle nastąpił gwałtowny wzrost legalnej i nielegalnej imigracji. Latynosi to najszybciej powiększająca się grupa etniczna w stanie Waszyngton, w samych latach 2000–2002 ich liczba zwiększyła się o 10%.
Seattle znajduje się na 2. miejscu w rankingu 50 miast Stanów Zjednoczonych o największym odsetku osób o orientacji homoseksualnej. W Seattle 12,9% osób deklaruje taką orientację.
Średni roczny dochód w mieście na gospodarstwo domowe wynosi 45 736 USD, a średni roczny dochód na rodzinę to 62 795 USD. Średni dochód mężczyzny to 40 929 USD, kobiety 35 134 USD. Średni roczny dochód na osobę wynosi 30 306 USD. 6,9% rodzin i 11,8% populacji miasta żyje poniżej minimum socjalnego, z czego 13,8% to osoby poniżej 18 lat, a 10,2% to osoby powyżej 65. roku życia.
Szacuje się, że 1,25% mieszkańców Seattle jest bezdomnych, z czego 14% to dzieci i „młodzi dorośli”.
W 2005 magazyn „Men’s Fitness” okrzyknął Seattle miastem o najniższym wskaźniku otyłości w Stanach Zjednoczonych.
Zmiany liczby ludności Seattle

## Infrastruktura

### Ważne budynki
- Columbia Center – najwyższy budynek w Seattle
- Space Needle – wysoka wieża widokowa i maszt telewizyjny, główny symbol Seattle
- Smith Tower – najstarszy drapacz chmur w mieście. Był najwyższym budynkiem na całym zachodnim wybrzeżu od czasu jego wybudowania w 1914 aż do 1962, kiedy najwyższym budynkiem stała się wieża Space Needle.
- 1201 Third Avenue – drugi co do wysokości wysokościowiec w Seattle, w którym do 2008 znajdowała się siedziba największego upadłego banku w historii świata, w kryzysie finansowym 2007/2008, hipoteczno-oszczędnościowego banku Washington Mutual Inc. (WaMu).

### Transport
Od wielu lat Seattle jest głównym przesiadkowym centrum żeglugi promowej Washington State Ferries na wodach Puget Sound.
Czasy, w których w Seattle dominowała tradycyjna kolej i tramwaje odchodzą w zapomnienie. Te formy transportu zastępowane są przez dobrze rozwiniętą sieć autobusową i nowe nitki szybkiej kolei miejskiej, Light Rail. Poza tym w Seattle, tak jak w każdym mieście północno-zachodniego USA, dominuje prywatny transport samochodowy. Główne autostrady w mieście to:
- Autostrada międzystanowa nr 5, która łączy aglomerację Seattle/Everett/Tacoma na północy z granicą z Kanadą (i dalej do kanadyjskiej aglomeracji Vancouver) oraz na południe, w USA z aglomeracjami: Portland, San Francisco, Los Angeles, San Diego, oraz doprowadza przez San Francisco do aglomeracji stołecznej stanu Kalifornia, Sacramento.
- Autostrada międzystanowa nr 90, która podobnie jedną podwójną nitką łączy miasto Seattle z głębią kontynentu, w tym z aglomeracjami: Chicago, Cleveland, Boston oraz Buffalo.

#### Transport publiczny
Pierwsze tramwaje pojawiły się w 1889 roku. Pojawienie się pierwszych sieci tramwajowych spowodowało, że pociągi powoli odchodziły w zapomnienie. Tradycyjne połączenie kolejowe Tacoma-Seattle zostało zamknięte w 1929, a Everett-Seattle w 1939. Zostały one zastąpione masowo rozwidlonym, rozwiniętym systemem autostrad międzystanowych i stanowych.
Wkrótce po tym linie tramwajowe również uległy redukcji. Większość z nich musiała zostać usunięta aby na ich miejsce wybudować nowe lub rozbudować już istniejące drogi i autostrady. W 1941 na szyny wyjechał ostatni tramwaj. Na ulicach pojawiły się autobusy i trolejbusy, które dowoziły ludzi w każdy zakątek miasta oraz poza nie.
Drugim typem transportu publicznego były autobusy miejskiego przedsiębiorstwa komunikacyjnego Sound Transit: ekspresowe linie łączące przedmieścia ze ścisłym centrum, czyli Downtown. 18 września 2000 przedsiębiorstwo to uruchomiło nowe połączenia kolejowe pomiędzy Seattle i Tacomą na południu, oraz Seattle i Everett na północy, oraz innymi północnymi i południowymi przedmieściami. Sound Transit rozpoczął w 2003 budowę nowego połączenia: Central Link Light Rail, które połączyło ścisłe centrum miasta (Downtown Seattle) z międzynarodowym przesiadkowym portem lotniczym Seattle-Tacoma.
System Light Rail (czyli szybkiego tramwaju) połączy także Downtown z kampusem głównym University of Washington, centrum handlowym Northgate Mall na północy, ważnymi komercyjnie i w skali miejscowego zatrudnienia przedmieściami Bellevue, Redmond na wschodzie, oraz Federal Way i Des Moines
Najbardziej unikatowym w USA środkiem transportu w Seattle jest największa sieć promów w tym kraju, oraz trzecia co do wielkości na świecie, łącząca Seattle z Bainbridge Island, Vashon Island, Puget Sound, oraz Bremerton i Southworth na Kitsap Peninsula.
Osobno powstała w Seattle w 1962 kolej jednoszynowa (monorail) działa do dziś, łącząc punkty w ścisłym centrum Seattle. Używają jej najczęściej turyści oraz osoby dojeżdżające do pracy z północy.

#### Lotniska
Międzynarodowym lotniskiem dla całego regionu jest port lotniczy Seattle-Tacoma, zwany także Sea-Tac. Utrzymuje on wiele połączeń z Europą i Wschodnią Azją, oraz rutynowy komplet połączeń w gęstej siatce lotniczej samych USA.

### Szpitale
Większość szpitali w Seattle znajduje się w dzielnicy First Hill oraz w jej okolicach. Znajdują się tam Harborview Medical Center, Swedish Medical Center, Providence Medical Center oraz Virginia Mason Medical Center. Tak duża liczba szpitali w pobliżu siebie spowodowała nazwanie pobliskich dzielnic Pill Hill oraz Hospital Hill.
Znajdujący się w dzielnicy Laurelhurst szpital Children’s Hospital and Regional Medical Center jest pediatrycznym centrum, które obsługuje stany Waszyngton, Alaska, Montana i Idaho. Instytut Fred Hutchinson Cancer Research Center współpracuje z oddziałem medycznym Uniwersytetu Waszyngtonu, którego studenci odbywają praktyki na terenie tego instytutu.

## Gospodarka
Seattle było przez wiele lat główną siedzibą konglomeratu lotniczo-aeronautycznego Boeing (założonego w 1916), który jednak przeniósł się w 2001 do Chicago z powodu ulg podatkowych i lepszego klimatu handlowego, pozostawiając w pobliżu m.in. siedzibę sekcji samolotów cywilnych oraz kilka wielkich zakładów produkcyjnych. Konglomerat oprogramowania Microsoft ma siedzibę na rozległym kampusie w przedmieściu Redmond.
W 1999 roku miasto gościło szczyt Światowej Organizacji Handlu (WTO), będąc świadkiem głośnych protestów antyglobalistów.
W Seattle narodziły się znane obecnie na całym świecie firmy takie jak Nordstrom, UPC, Starbucks Coffee czy Amazon.

## Kultura
W Seattle urodził się Jimi Hendrix. Stąd także pochodzą: Duff McKagan, basista Guns N’ Roses i Velvet Revolver, a także raper Ben Haggerty znany jako Macklemore. Młodzieńcze lata spędził tu muzyk Quincy Jones. Samobójstwo popełnił tutaj Kurt Cobain.
Rozwój ruchu muzycznego 'grunge' z późnych lat 80. i wczesnych 90. XX wieku skupiał się głównie w tym mieście, stąd też grunge jest zwany także „Seattle Sound” (co po polsku można przetłumaczyć na „brzmienie Seattle”). Tu powstały takie zespoły jak Nirvana, Soundgarden, Alice in Chains, Mudhoney, Mother Love Bone i dziesiątki innych kapel z tego nurtu; swoje korzenie miał tu też Pearl Jam (powstały po rozpadzie Mother Love Bone z wokalistą pochodzącym z Evanston, Eddiem Vedderem).
To także miasto rodzinne heavymetalowego zespołu Queensrÿche.

### Muzea i sztuka
W Seattle znajduje się założone w 2000 r. Muzeum Popkultury - MoPOP (Museum of Pop Culture), w którym organizowane są wystawy stałe i czasowe nawiązujące do historii muzyki, kinematografii, gier wideo i szeroko pojętej kultury popularnej. W muzeum można zobaczyć wystawy poświęcone artystom takim jak Jimi Hendrix czy Nirvana. Znajduje się tutaj także Sound Lab, czyli specjalnie przygotowane pomieszczenia, w których można spróbować samodzielnej gry na różnych instrumentach, takich jak perkusja czy gitara. Budynek muzeum został zaprojektowany przez amerykańskiego architekta Franka Gehry'ego.
W pobliżu Space Needle znajduje się wystawa waszyngtońskiego artysty Dale'a Chihuly'ego, autora instalacji ze szkła artystycznego, hutnika i dmuchacza szkła. Wystawa nosi nazwę Chihuly Garden and Glass i została otwarta w 2012 roku. Obejmuje sale wewnątrz budynku, jak również szklane instalacje rozmieszczone w zewnętrznym ogrodzie. 
W 2007 roku został utworzony Olympic Sculpture Park będący częścią Seattle Museum of Art. Jest to obszar o powierzchni 36 000 m², obejmujący budynek pawilonu oraz bezpłatny park, w którym znajdują się rzeźby będące przykładem sztuki nowoczesnej. Jedną z charakterystycznych rzeźb znajdujących się w parku jest Eagle, stworzona przez Alexandra Caldera.

### Seattle w filmach
W Seattle rozgrywa się akcja filmów: Notatnik śmierci, Miłość w Seattle, Pięćdziesiąt twarzy Greya, Bezsenność w Seattle, The Ring, Bitwa w Seattle, Zakochana złośnica, Chłopięcy świat, Bez odwrotu, Teoria chaosu, Samotnicy oraz (częściowo) Zmierzch, a także seriali: Cień anioła, Chirurdzy, Frasier, Kyle XY, Żniwiarz, 4400, iCarly, Dochodzenie oraz iZombie. Z Seattle pochodzi główny bohater Gier wojennych i rozpoczyna się tam akcja filmu. W Seattle również rozgrywa się akcja paru scen W filmie Sonic The Hedgehog 2 z roku 2022.

### Seattle w grach
W Seattle rozgrywa się akcja gier: The Last of Us Part II,  World in Conflict, Deadlight, Life is Strange, Infamous: Second Son oraz samodzielny dodatek Infamous: First Light.

### Sport
Obecnie w mieście mają swą siedzibę następujące kluby lig zawodowych: Seattle Sounders FC (piłka nożna, MLS), Seattle Seahawks (futbol amerykański, NFL), Seattle Mariners (baseball, MLB), Seattle Thunderbirds (hokej na lodzie, WHL), Seattle Kraken (hokej na lodzie, NHL), Seattle Storm (koszykówka kobiet, WNBA). Tytuły mistrzowskie mają trzy drużyny: Seattle Seahawks, zdobyty 2 lutego 2014 podczas Super Bowl XLVIII, drużyna Seattle Storm, który wywalczyła w 2004, oraz Seattle Sounders FC, którzy wywalczyli mistrzostwo ligi MLS w latach 2016 i 2019. W 2015 roku drużyna Seattle Seahawks była bliska zdobycia swojego drugiego tytułu mistrzowskiego, lecz przegrała w meczu finałowym 21 do 24 z drużyną New England Patriots.
W latach 1967–2008 siedzibę miał tu klub koszykarski ligi NBA Seattle SuperSonics, mistrz w sezonie 1978/1979.

## Religia
Dane za 2014:
- chrześcijanie – 52%:
  - ewangelicy – 23%
  - protestanci – 11%
  - katolicy – 15%
  - mormoni – 1%
  - świadkowie Jehowy – 1%
- niewierzący – 37%
- pozostałe wyznania – 10%.

### Wyznanie rzymskokatolickie
- siedziba archidiecezji Seattle
- parafia św. Małgorzaty Szkockiej w Seattle

## Miasta partnerskie
Miasta partnerskie Seattle:
- Beer Szewa, Izrael (1977)
- Bergen, Norwegia
- Cebu, Filipiny (1991)
- Chongqing, Chiny (1983)
- Christchurch, Nowa Zelandia (1981)
- Daejeon, Korea Południowa (1989)
- Galway, Irlandia (1986)
- Gdynia, Polska (1993)
- Hajfong, Wietnam (1996)
- Kaohsiung, Republika Chińska (1991)
- Kobe, Japonia (1957)
- Limbé, Kamerun (1984)
- Mazatlán, Meksyk
- Nantes, Francja (1980)
- Pecz, Węgry (1991)
- Perugia, Włochy (1993)
- Reykjavík, Islandia (1986)
- Preăh Sihanŭk, Kambodża (1999)
- Surabaja, Indonezja (1991)
- Taszkent, Uzbekistan (1973)